# St. Lorenz (Berching)

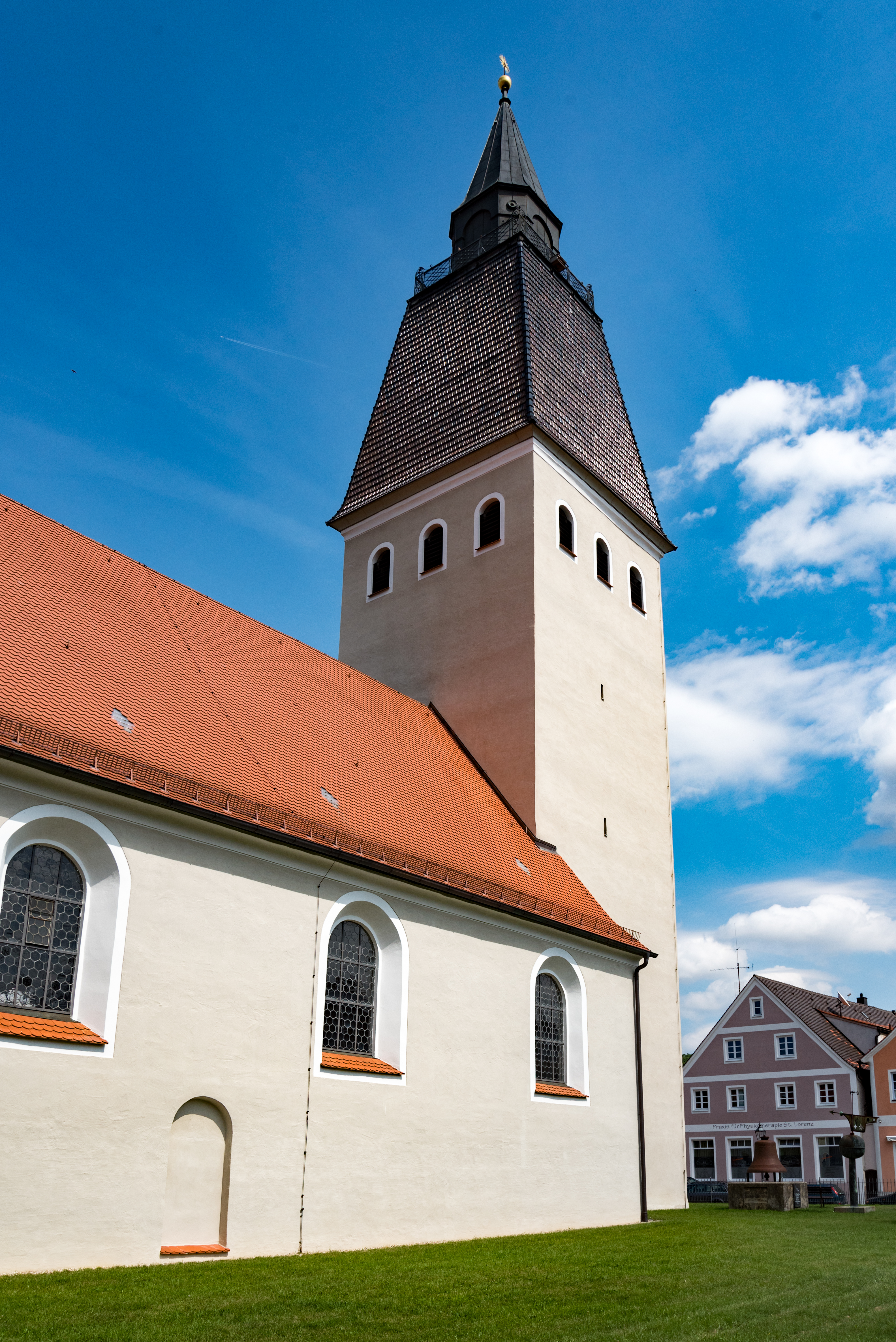
Außenansicht der St.-Lorenz-Kirche von Süden; erkennbar ist das zugesetzte Südportal (wahrscheinlich 12. Jahrhundert)

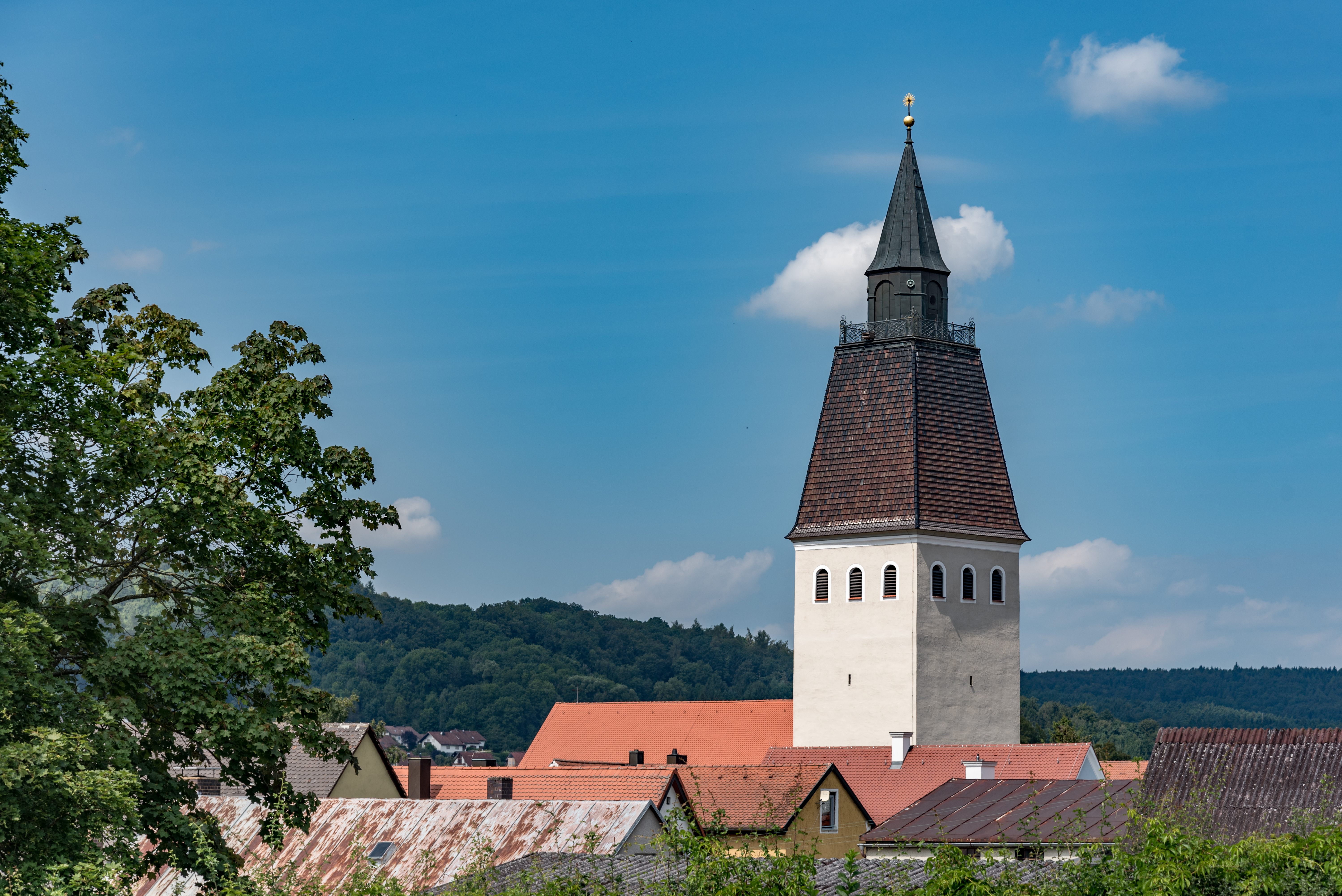
Kirchturm von St. Lorenz über den Dächern der Stadt Berching

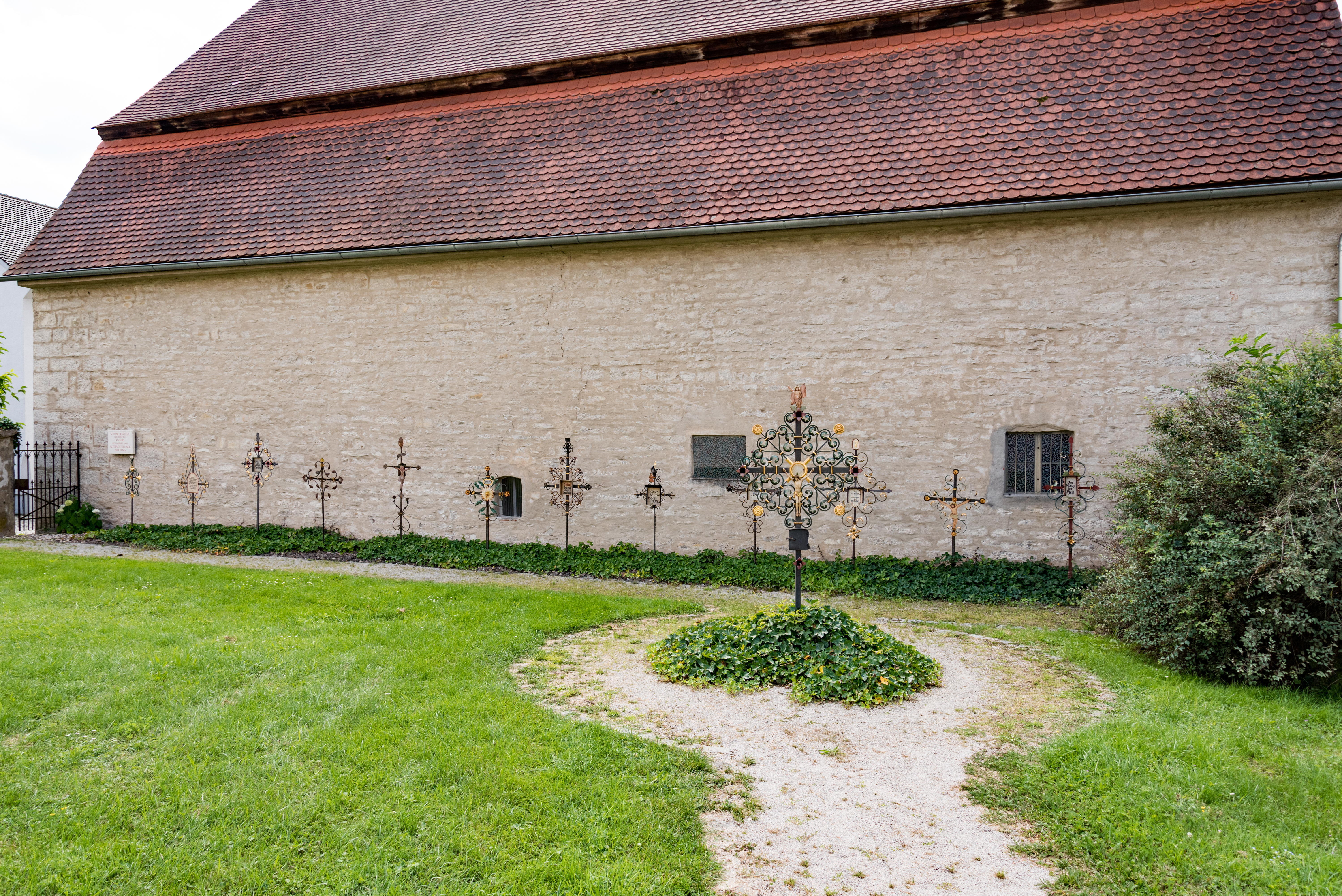
Schmiedeeiserne Grabkreuze (18./19. Jahrhundert, 2008 restauriert) auf dem aufgelassenen Friedhof

Die römisch-katholische Kirche St. Lorenz in Berching, einer Stadt im bayerischen Landkreis Neumarkt in der Oberpfalz, war bis zum Jahr 1519 die alte Pfarrkirche der Stadt und ist heute eine Nebenkirche der Stadtpfarrei Mariä Himmelfahrt. St. Lorenz, geweiht dem heiligen Laurentius von Rom (Gedenktag: 10. August). Sie ist der älteste Kirchenbau Berchings und geht im Kern auf die romanische Stilepoche zurück. Die Kirche enthält wertvolle spätgotische Ausstattungsstücke und wurde in der Barockzeit zur Wandpfeilerkirche in ihre heutige Form umgebaut. Weithin sichtbares Charakteristikum ist der mächtige Chorturm aus dem 13. Jahrhundert.

## Lage und Umgebung
Die St.-Lorenz-Kirche liegt zentral in der Vorstadt von Berching, die zwischen dem Mitte des 19. Jahrhunderts erbauten Ludwig-Donau-Main-Kanal und dem Flüsschen Sulz eingeschlossen ist, auf einer Höhe von 386 m ü. NN. An der Kirche kreuzen sich die St.-Lorenz-Straße, die Bahnhofstraße, die Johannesbrücke und die Mühlgasse. Sie ist von dem ehemaligen Friedhof der Stadt Berching umgeben, der im Jahr 1860 aufgelassen wurde. Reste der Friedhofsmauer aus Bruchstein, die im 17. oder 18. Jahrhundert errichtet wurde, sowie einige schmiedeeiserne Grabkreuze aus dem 18. und 19. Jahrhundert sind noch erhalten. Die ehemalige Friedhofskapelle St. Michael wird heute als Kriegergedächtnisstätte genutzt.

## Geschichte

### Anfänge und Kirchengeschichte bis zur Frühgotik
Die erste urkundliche Erwähnung der St.-Lorenz-Kirche geht zurück auf das Jahr 883. Bei der damals genannten karolingischen Hofkapelle dürfte es sich um einen Vorgängerbau der heutigen Kirche gehandelt haben, der wahrscheinlich nicht wie zur damaligen Zeit üblich aus Holz, sondern aus Dolomit oder Kalkstein des Sulztales errichtet war. Eventuell sind davon noch Mauerreste vorhanden. Das Mauerwerk des Langhauses geht im Kern auf das 11. oder 12. Jahrhundert, also auf die romanische Stilepoche, zurück. Damit steht im Zusammenhang, dass im Zuge zweier großer Kirchengründungswellen im Bistum Eichstätt auch für die Berchinger Lorenzkirche zwei Weihedaten überliefert sind: im Jahr 1062 oder 1063 durch Bischof Gundekar II. und im Jahr 1193 durch Bischof Otto (Eichstätt). Dass dabei ein von Grund auf neuer Kirchenbau geweiht wurde, ist unwahrscheinlich, sofern der Vorgängerbau nicht vollends zerstört war. Vielmehr dürfte es sich um Wiederweihen gehandelt haben, zum Beispiel nach Anbauten an das karolingische Gotteshaus, oder um Weihe neuer Altäre.
Wohl im 12. Jahrhundert dürfte ein schon seit langer Zeit zugesetztes Portal auf der Südseite der Kirche entstanden sein. Während der rundbogige Mauerdurchbruch noch gut erkennbar ist, hat sich das damals übliche, aufwändig gestaltete Tympanon nicht erhalten, was auf eine spätere Erweiterung (Erhöhung und/oder Verbreiterung) des Langhauses schließen lässt. Das erhaltene Nordportal mit spätromanischem Tympanon ist mit Sicherheit später entstanden, wahrscheinlich im 13. Jahrhundert und eventuell im Zusammenhang mit der vermuteten Langhauserweiterung. Im Zuge dessen könnte auch der spätromanische Chorturm entstanden sein, dessen Substanz ebenfalls ins 13. Jahrhundert datiert wird. Das Obergeschoss mit dem Glockenstuhl und den Klangarkaden wurde dagegen erst im 16. Jahrhundert aufgesetzt. Aus dem 14. Jahrhundert sicher überliefert sind die Gründung des benachbarten Bürgerspitals mit eigener Kapelle im Jahr 1354 oder 1355 sowie ein vollkommener Ablass im Jahr 1389.

### Ausbau in der Spätgotik und zur Zeit der Reformation
In den Jahren 1502/03 erfolgte ein Umbau des Gotteshauses im gotischen Stil; für das Jahr 1503 ist eine erneute Weihe bezeugt. Im Jahr 1519 verlor die St.-Lorenz-Kirche den Pfarrsitz zugunsten der innerhalb der Stadtmauer gelegenen Mariä-Himmelfahrt-Kirche, die bereits einige Jahre zuvor eine Prädikantenstelle erhalten hatte. Nach der Verlegung des Pfarrsitzes war St. Lorenz hauptsächlich Passions- und Trauerkirche. In diesem Zusammenhang seien die erhaltene Ölberggruppe und der umliegende, inzwischen aufgelassene Friedhof erwähnt.

### Schäden im Dreißigjährigen Krieg und Barockisierung
Während Berching von der Reformation und den Bauernkriegen weitgehend verschont blieb, waren die Zerstörungen im Dreißigjährigen Krieg verheerend. Erst im Zuge eines wirtschaftlichen Aufschwungs in der Stadt konnten Schäden an der St.-Lorenz-Kirche behoben werden. Dieser Umbau zur Wandpfeilerkirche fand in den Jahren 1680 bis 1685 statt und wurde von dem fürstbischöflich-eichstättischen Architekten Johann Baptist Camesino ausgeführt. Dabei wurde die romanische oder frühgotische Flachdecke zugunsten eines barocken Tonnengewölbes, das auf wuchtigen Wandpfeilern ruht, entfernt. Dabei und bei der Konstruktion des Dachstuhls wurde jedoch die Statik des Gebäudes nicht berücksichtigt, sodass sich die Wandpfeiler nach außen neigten. Diese konstruktiven Mängel wurden erst bei der jüngsten Renovierungsmaßnahme in den Jahren 2009 bis 2011 beseitigt. Die Wiederweihe der St.-Lorenz-Kirche nach der Barockisierung nahm Weihbischof Franz Christoph Rinck von Baldenstein am 28. August 1685 vor. Ein großer Mäzen dieses Barockumbaus war der Bürgermeister und Weinhändler Johann Georg Rumpf, der im Jahr 1688 die Empore errichten ließ und dort auf einer Inschrifttafel verewigt ist.

### Baugeschichte der jüngeren Vergangenheit
Im Zuge einer Kirchenrenovierung im Jahr 1850 wurde eine Orgel des Nürnberger Orgelbauers Johann Michael Bittner angeschafft. Diese befindet sich auf der Empore der St.-Lorenz-Kirche und ist inzwischen als Denkmalorgel eingestuft. Im Jahr 1866 wurden die Barockaltäre durch neugotische Aufbauten ersetzt. Diese enthalten wieder die qualitätvollen spätgotischen Figuren und Tafelbilder, die Anfang des 16. Jahrhunderts nach Berching kamen. Außerdem wurde damals ein neues Pflaster eingesetzt und das alte Kirchengestühl ersetzt. Nach dem Auflassung des Friedhofs im Jahr 1860 wurde in den Jahren 1880/81 die Friedhofsmauer niedergelegt und das alte Leichenwärterhäuschen abgebrochen. Bei einer Renovierung in den Jahren 1946/47 erfolgten diverse Veränderungen an den drei neugotischen Altären. In den Jahren 1945 bis 1955 wurde die St.-Lorenz-Kirche von der neu gegründeten evangelischen Kirchengemeinde Berchings genutzt, bevor deren Erlöserkirche fertiggestellt war.
In Jahren 1980/81 fand eine Gesamtrenovierung der St.-Lorenz-Kirche statt. Dabei wurden die historischen Epitaphien von den Außenwänden und dem Fußboden an die Innenwände versetzt. Die jüngste Renovierungsmaßnahme war eine Instandsetzung von Dachstuhl und Außenwänden sowie des Turmes in den Jahren 2009 bis 2011. 2011 wurde die Denkmalorgel von der Firma Orgelbau Sandtner aus Dillingen an der Donau restauriert.

## Architektur

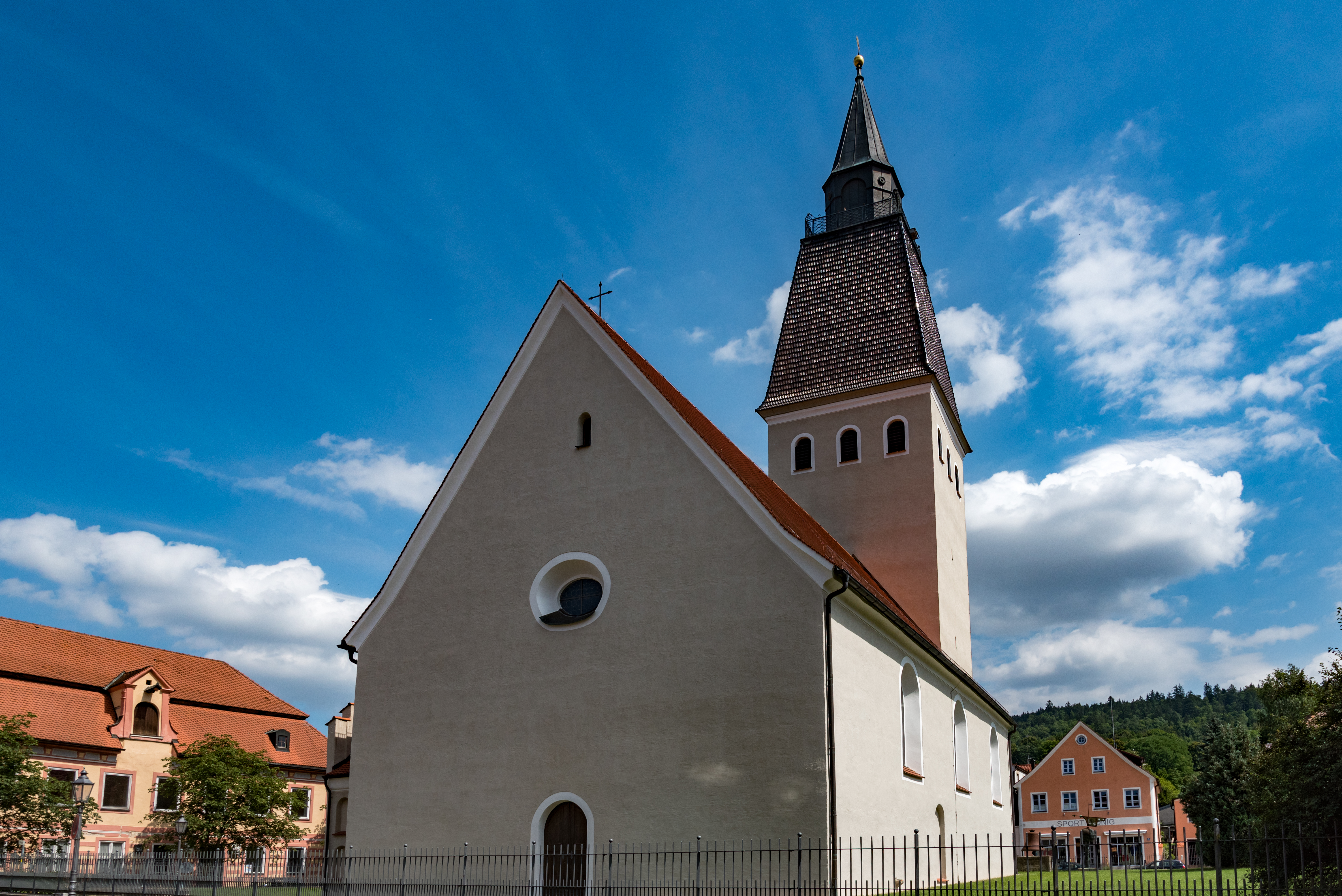
Außenansicht von Westen

### Außenbau
Die nach Osten ausgerichtete Wandpfeilerkirche besitzt einen mächtigen spätromanischen oder frühgotischen Chorturm über rechteckigem Grundriss. Dessen Unterbau stammt aus dem 13. Jahrhundert, das Glockengeschoss aus dem 16. Jahrhundert. Letzteres weist nach jeder Seite drei rundbogige Klangarkaden auf. Darauf sitzt ein vierseitiger, abgeschnittener Spitzhelm. Auf dessen Oberseite befindet sich eine Galerie und eine achtseitige Laterne. Das Langhaus mit Satteldach ist weitgehend schmucklos und wird nur durch die rundbogigen, beim Barockumbau vergrößerten Fensteröffnungen gegliedert. Allein die Nordseite ist durch den Anbau der Sakristei an den Chorturm und der sich nach außen öffnenden Ölbergkapelle mit Zinnengiebel im rückwärtigen Bereich des Langhauses aufwändiger gestaltet. Die beiden Kirchenportale befinden sich auf der Nord- und der Westseite.

### Innenraum
Das Kircheninnere, leicht unter Bodenniveau gelegen, präsentiert sich als Wandpfeilersaal, der von einem Tonnengewölbe mit Stichkappen überspannt wird. Dieses ruht auf wuchtigen, weit in den Raum hineinragenden Wandpfeilern, die jeweils mit einem stark profilierten Gesims versehen sind. Durch den runden Chorbogen öffnet sich der leicht eingezogene Chorraum im Erdgeschoss des Turmes, der ein spätgotisches Kreuzrippengewölbe besitzt, zu dem dreieinhalbjochigen Langhaus. In dessen rückwärtigem Halbjoch befindet sich die 1688 eingezogene Orgelempore, die dreijochig unterwölbt ist und sich mittels Rundbögen zum Kirchenschiff hin öffnet.
Der Innenraum ist 31,64 Meter lang und 12,71 Meter breit.

## Ausstattung

### Altäre
Der Hochaltar, ein spätgotischer Flügelaltar, geweiht im Jahr 1502, birgt in einem Gehäuse von 1868, das im Jahr 1946 verändert wurde, spätgotische, bemalte Schnitzarbeiten, In der Mitte befindet sich eine Figurengruppe der Krönung Mariens, daneben sind kleine Figuren der Märtyrer Laurentius und Stephanus angeordnet.
Die Seitenaltäre sind beide dem Kirchen- und Stadtpatron Laurentius geweiht und enthalten je vier spätgotische Tafelbilder aus dessen Leben und Wirken aus der Zeit um 1515, die heute zu den bedeutendsten Kunstwerken der Stadt gehören. Sie stammen aus der Donauschule, sind aber nicht signiert. Die leuchtenden Farben und die stimmungsvoll gemalten Hintergrundlandschaften könnten jedoch auf den berühmten Albrecht Altdorfer als Urheber hindeuten. Altaraufbau und Umrahmung der Tafelbilder sind nicht mehr original erhalten, sie wurden durch eine neugotische Fassung ersetzt. Die Tafelbilder des rechten Seitenaltars zeigen im Einzelnen: Papst Sixtus II. befiehlt vor seinem Tod dem heiligen Laurentius die Schätze der Kirche an (oben links), Als Kaiser Valerian die Schätze der Kirche haben möchte, stellt ihm Laurentius die Armen vor (oben rechts), Laurentius teilt die Schätze der Kirche an die Armen aus (unten links), Laurentius wird gefangengenommen (unten rechts). Am linken Seitenaltar sind folgende Szenen dargestellt: Laurentius wird vom Kaiser zum Tode verurteilt (oben links), Laurentius wird mit Knüppeln geschlagen (oben rechts), Laurentius wird mit Fackeln gebrannt (unten links), Laurentius stirbt auf dem Rost (unten rechts).
Der moderne Volksaltar ist ein Schnitzwerk eines ungarischen Künstlers namens Sagky und enthält Darstellungen der ungarischen Nationalheiligen Stephanus und Elisabeth.

### Grabdenkmäler
In der St.-Lorenz-Kirche befinden sich zahlreiche Epitaphien, die heute an den Innenwänden angebracht sind. Das älteste stammt aus der Zeit um 1300 und ist am Westportal links unterhalb der Empore zu finden. Darauf ist ein Kreuzstab zu erkennen. Die Inschrift lautet: „Miseremini mei amici mei“ (Erbarmt Euch meiner, meine Freunde). Dies soll wohl eine blasphemische Formulierung sein, sodass der Grabstein möglicherweise dem Templerorden zugeordnet werden darf.
Weitere bemerkenswerte Grabdenkmäler sind ein Rotmarmorepitaph mit Reliefs des Johann Georg Rumpff († 1691) und seiner Gattin Maria Margareta († 1700) vor dem Kreuz Christi kniend, eine Grabplatte für den Propst Georg Schöttel († 1583) und seine Gattin Maria Fürsiching († 1581) in Form einer Renaissance-Ädikula aus der Schule von Loy Hering sowie ein Grabstein, der dem Hofmarksbesitzer Wolfgang Mühlbeck von Erasbach († 1514) gewidmet ist.

### Übrige Ausstattung
An der Südseite des Chorraums befinden sich Reste eines Sakramentshäuschens aus dem ausgehenden 15. Jahrhundert sowie eine Figur des heiligen Liborius aus derselben Zeit. Auf beiden Seiten des Presbyteriums stellen zwei Gruppen zierlicher Figuren jeweils sieben der 14 Nothelfer dar.
Ein Relief der Kreuztragung von um 1420/30 war früher im Mittleren Torturm (Pettenkoferplatz 9) untergebracht. Dort wurde es in der Nachkriegszeit stark verschmutzt abgenommen und nach einer gründlichen Reinigung und Restauration in die St.-Lorenz-Kirche verbracht. Es soll von den Berchinger Bürgern 1634 als Dank für die Errettung vor der Pest gestiftet worden sein. Das Schnitzwerk ist aber bedeutend älter und stammt wahrscheinlich aus der Zeit um 1420/30, wie anhand der Farbfassung und des künstlerischen Stils festgestellt werden kann.

### Orgel

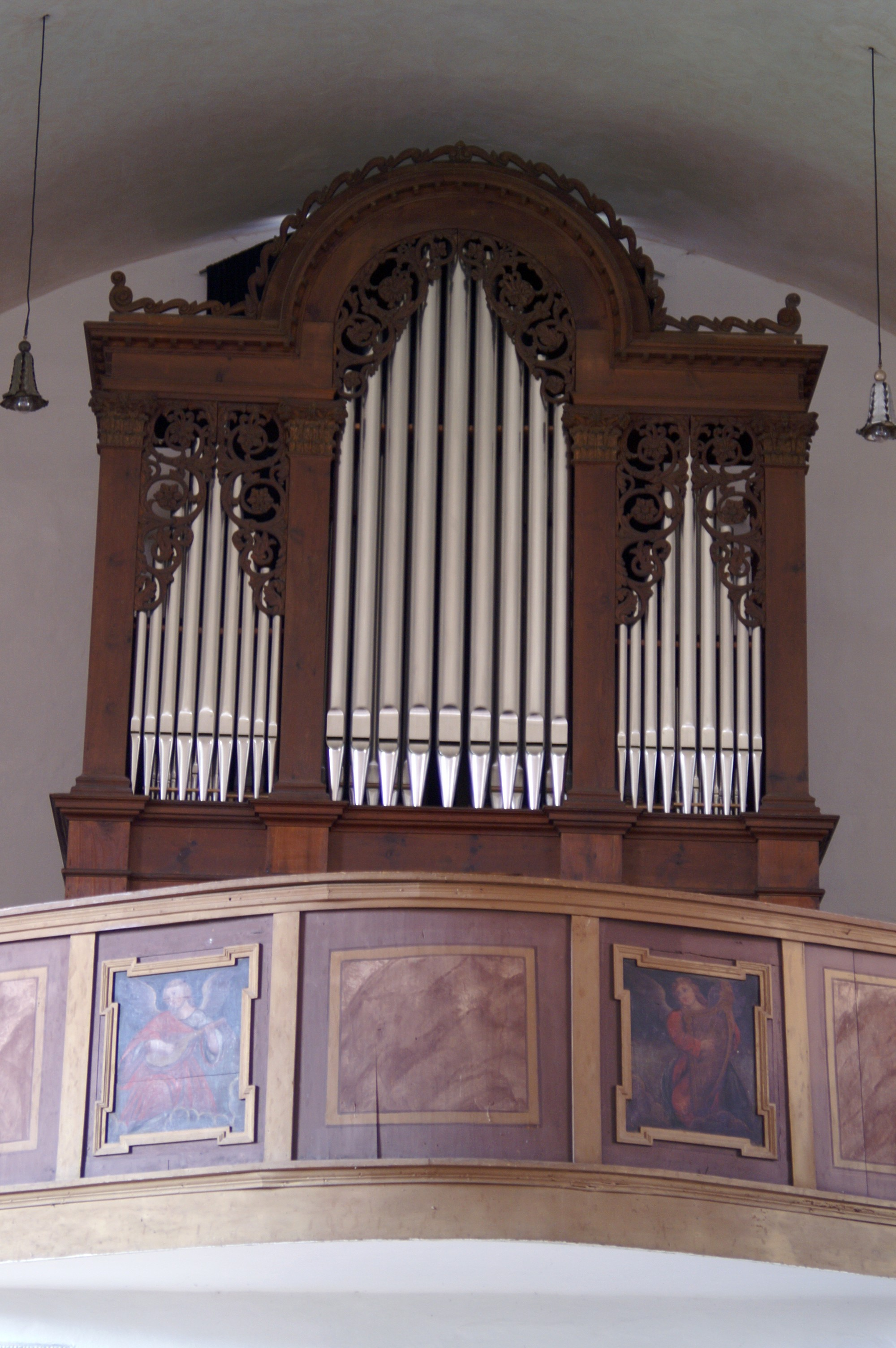
Orgel

Die Orgel, inzwischen vom Bayerischen Landesamt für Denkmalpflege als Denkmalorgel eingestuft, wurde im Jahr 1850 von dem Nürnberger Orgelbauer Johann Michael Bittner geschaffen. Besonderheiten im Vergleich zu anderen süddeutschen Denkmalorgeln sind der freistehende Spieltisch, der es dem Organisten ermöglicht, den Blick zum Altar zu richten, die mechanischen Spiel- und Registertrakturen sowie das vollständig erhaltene Balghaus mit einer Keilbalganlage und insgesamt drei original erhaltenen Keilbälgen. Somit ist das Instrument als eine der seltenen süddeutschen Spätbarockorgeln einzuordnen. Im Jahr 2011 wurde das Instrument von der Firma Orgelbau Sandtner aus Dillingen aufwändig restauriert und am 25. September 2011 in einem feierlichen Gottesdienst wiedergeweiht. Die Orgel umfasst insgesamt 644 Pfeifen sowie elf Register auf Manual und Pedal. Die Disposition, die im Wesentlichen barock ist, aber bereits frühromantische Anklänge aufweist, lautet wie folgt:
| I Manual C–f3 |            |    |
| 1.            | Principal  | 8′ |
| 2.            | Hohlflöte  | 8′ |
| 3.            | Copel      | 8′ |
| 4.            | Gamba      | 8′ |
| 5.            | Salicional | 8′ |
| 6.            | Octav      | 4′ |
| 7.            | Flauten    | 4′ |
| 8.            | Superoctav | 2′ |
| 9.            | Mixtur III | 1′ |

| Pedal C–c1 |        |     |
| 23.        | Subbaß | 16′ |
| 24.        | Violon | 8′  |

### Glocken
In dem mächtigen Chorturm der St.-Lorenz-Kirche befindet sich ein hölzerner Glockenstuhl, in dem drei historische Glocken an Holzjochen aufgehängt sind. Das komplette Geläut mit der weit gespannten Tonfolge fis1–h1–g2 hat beide Weltkriege unbeschadet überstanden. Alle drei Glocken weisen eine Schulterinschrift in gotischen Minuskeln auf, die in der folgenden Übersicht aufgeführt ist:
| Nr. | Name                | Gussjahr             | Gießer                       | Durchmesser [mm] | Schlagton | Inschrift                                                                        |
| --- | ------------------- | -------------------- | ---------------------------- | ---------------- | --------- | -------------------------------------------------------------------------------- |
| 1.  | Laurentiusglocke    | Ende 15. Jahrhundert | Hans Glockengießer, Nürnberg | 1005             | fis1      | ZU GOTTES LOB UND DINST GEHÖR ICH HANS GLOCKENGIEßER ZU NURMBERG GOS MICH AMMEN. |
| 2.  | Marienglocke        | 14. Jahrhundert      | unbezeichnet                 | 850              | h1        | AVE MARIA GRACIA PLENA DOMINVS TECVM BENEDICTA TV IN MVLIERIBVS ET BENEDICTVS    |
| 3.  | Heilig-Geist-Glocke | um 1500              | unbezeichnet                 | 510              | g2        | KOM HEILIGER GEIST ERFVLL DIE HEREZEN DEINER GLAVBIGEN MARIA                     |

## Ölbergandacht und Ölberggruppe

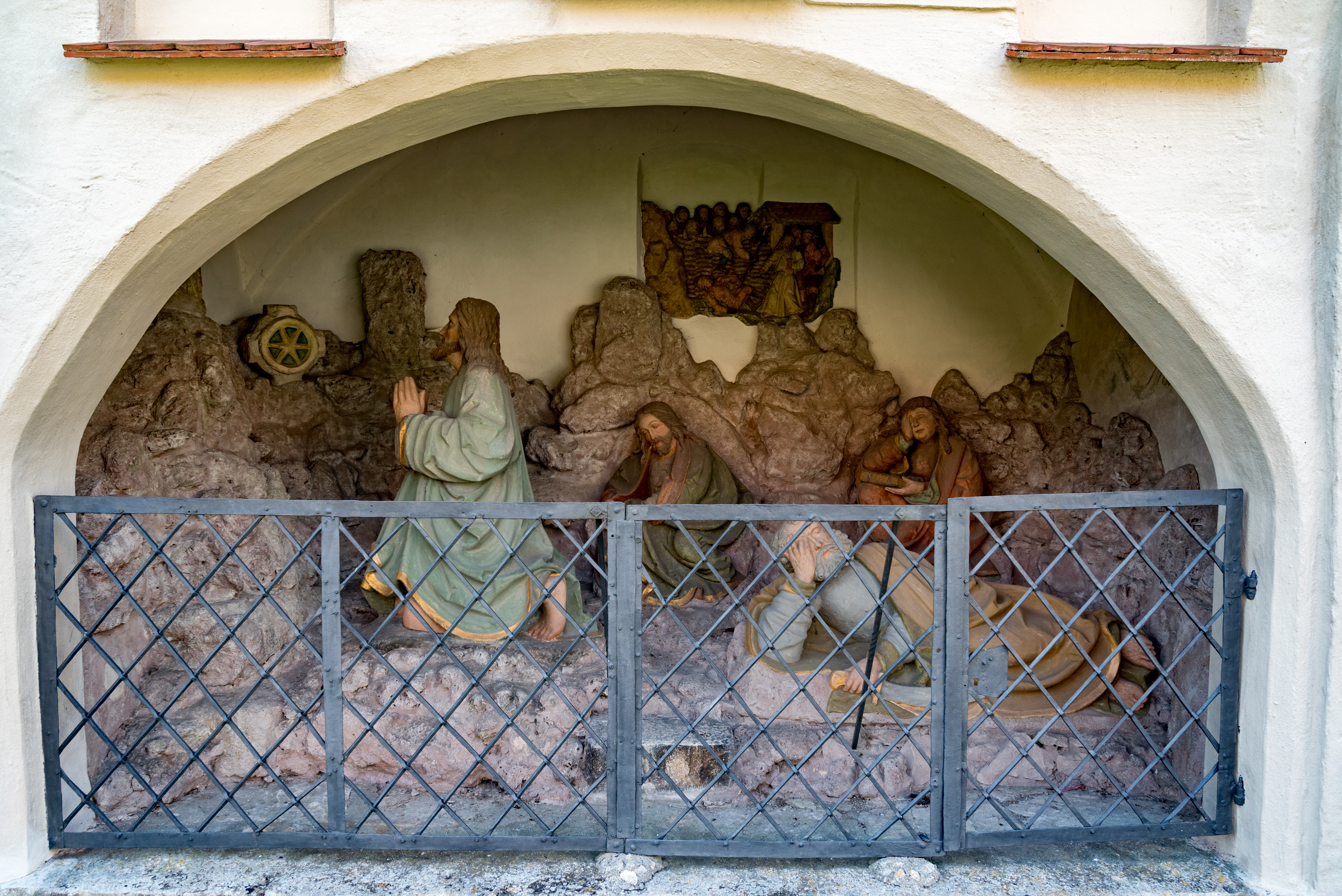
Ölberggruppe

Im Jahr 1516 wurde von Leonhard Griessel, Kanoniker an der Nürnberger Lorenzkirche, eine sogenannte Angst gestiftet, eine Ölbergandacht, die an den fünf Donnerstagen vor Karfreitag zu halten war. Im Jahr 1595 erfolgte eine Zustiftung, sodass die Andacht nun an jedem Donnerstag im Jahr stattfand. Im Jahr 1854 wurde die Tradition nach kurzer Unterbrechung durch die Säkularisation von den Berchinger Franziskanern an den sechs Donnerstagen der Fastenzeit wieder aufgenommen. Mit einigen Unterbrechungen fand die Ölbergandacht bis zur Auflösung des Franziskanerklosters im Jahr 1967 immer in der dortigen Klosterkirche statt. Im Jahr 1982 wurde die Tradition wieder aufgenommen. Seither zieht die Ölbergandacht mit Ölbergspiel, nun wieder wie ursprünglich in der St.-Lorenz-Kirche, zahlreiche Gäste aus nah und fern sowie namhafte, auswärtige Prediger an.
Im Zusammenhang mit der Stiftung dieser Ölbergandacht steht sicherlich die Ölberggruppe, die in einem im 19. Jahrhundert angebauten offenen Vorbau mit Zinnengiebel und Nischenarchitektur an der Nordseite des Langhauses untergebracht ist. Ein derartiges Szenenhaus ist an vielen bayerischen Kirchen zu finden. In Berching befinden sich darin lebensgroße Figuren Jesu Christi und dreier Apostel aus der zweiten Hälfte des 16. Jahrhunderts. Diese sind vor einem Sandsteinrelief aufgestellt, auf dem zu sehen ist, wie bereits die Schergen über den Zaun in den Garten Getsemani steigen, um Jesus wenig später gefangen zu nehmen.

## Ehemalige Friedhofskapelle St. Michael

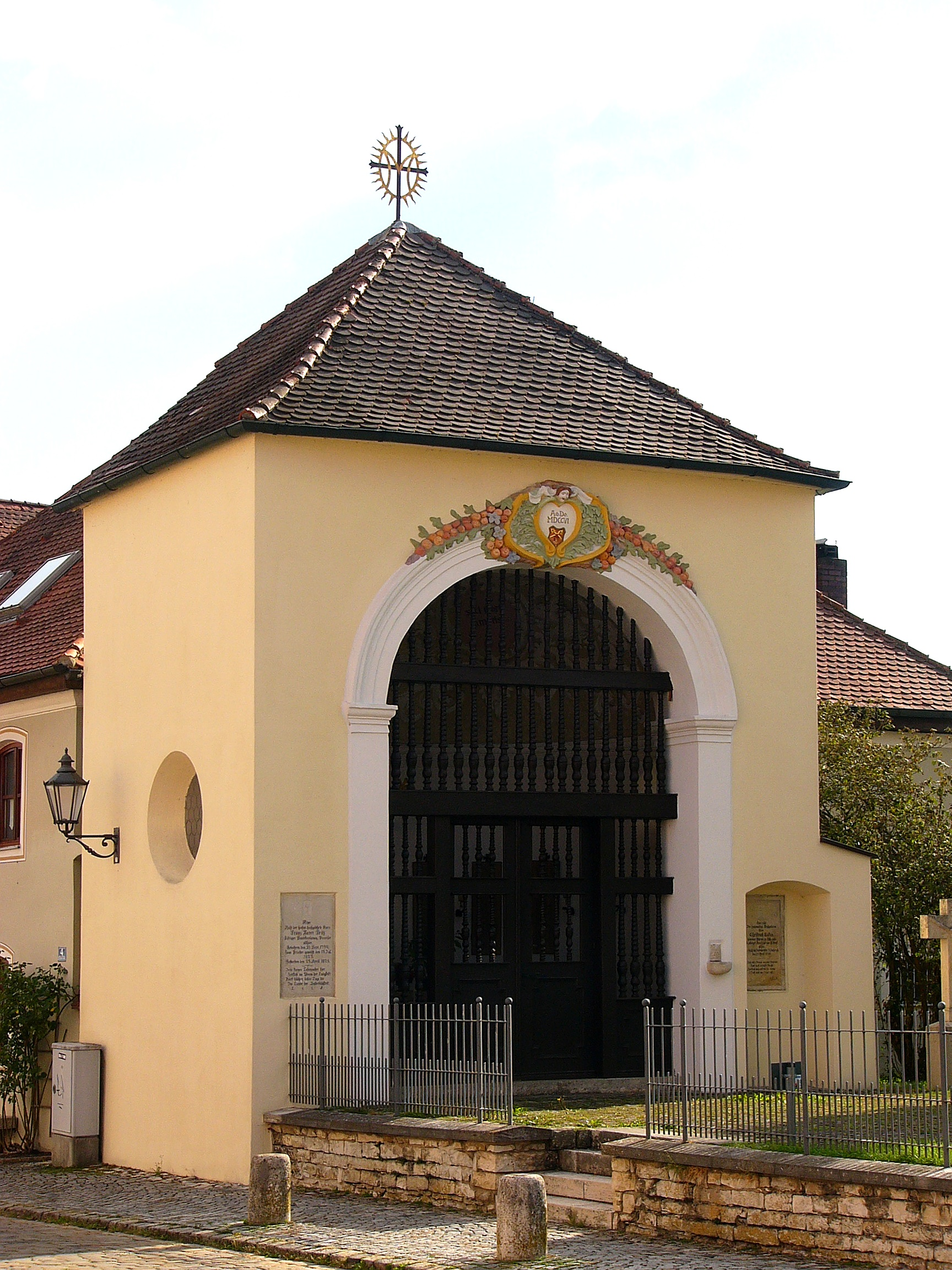
Ehemalige Friedhofskapelle St. Michael, heute Kriegerdenkmal

Südöstlich der St.-Lorenz-Kirche, in einer Ecke des aufgelassenen Friedhofs, befindet sich die ehemalige Friedhofskapelle St. Michael. Sie wurde in den Jahren 1701 bis 1703 anstelle eines zweigeschossigen Karners errichtet. Ausführender Baumeister war der Graubündner Anton Antrieto/Andreota. Beim Abbruch der Kapelle im Jahr 1816 blieb lediglich der Chor stehen; er dient heute als Kriegerdenkmal. Er öffnet sich nach Norden mittels Rundbogens mit Pilasterrahmen, der mit einem schmiedeeisernen Gitter verschlossen ist. Darüber ist schildförmiges Ornament mit Blattwerk und dem Berchinger Stadtwappen zu sehen. Die halbrunde Apsis weist aufwändigen Barockstuck aus der Erbauungszeit der Kapelle auf. Akanthusranken mit Fruchtgehängen umschließen ein Fresko mit einer Stadtansicht Berchings. Auf dem Altar befindet sich eine Steinfigur des heiligen Michael, der dem Satan die Lanze in den Hals stößt. Dabei handelt es sich vermutlich um ein Werk des Eichstätter Hofbildhauers Christian Handschuher.